# 杉原左右一
杉原 左右一（すぎはら そういち、1945年 - ）は、日本の統計学者。関西学院大学商学部名誉教授、第7代学長。
1945年11月、和歌山県に生まれ、まもなく尼崎市に移る。関西学院中学部・高等部を経て1964年に関西学院大学理学部入学。物理学科で数学を専攻し1968年に卒業。その後、同大学大学院商学研究科へ進学。統計学を研究し1970年に商学修士取得。1973年の博士課程単位取得後、同大学商学部にて専任講師に就任。1977年に助教授、1983年に教授に昇任。1987年には商学博士号取得。同大学にて学生部長（1994年～1996年度）、商学部長(2000～2001年度)、総合教育研究室長（2002～2006年度）、図書館長（2007年度）を歴任し、2008年4月から2011年3月まで関西学院大学学長。同大学卒で初めての理系出身の学長である。2021年瑞宝重光章受章。

## 著書
- 杉原左右一: 『統計学』 晃洋書房 ISBN 978-4771013902
- 杉原左右一: 『時系列の統計的研究』(1984年1月、東洋経済新報社刊) [4]